# Kvam (stacja kolejowa)
Kvam (norweski: Kvam stasjon) – stacja kolejowa w Kvam, w gminie Nord-Fron, w regionie Oppland, w Norwegii. Znajduje się na linii Dovrebanen. Została otwarta w 1896 roku, kiedy otwarto linię Eidsvoll - Dombås. Stacja znajduje się 253 metrów nad poziomem morza i położona jest 276,57 km od Oslo Sentralstasjon. 

## Ruch pasażerski
Stacja obsługuje 6 połączeń dziennie z Oslo S i Dombås oraz cztery z Trondheim S.

## Obsługa pasażerów
Poczekalnia, wiata, parking na 25 miejsc, postój taksówek. Odprawa podróznych odbywa się w pociągu.